# Administración Nacional de Puertos (Bauwerk)

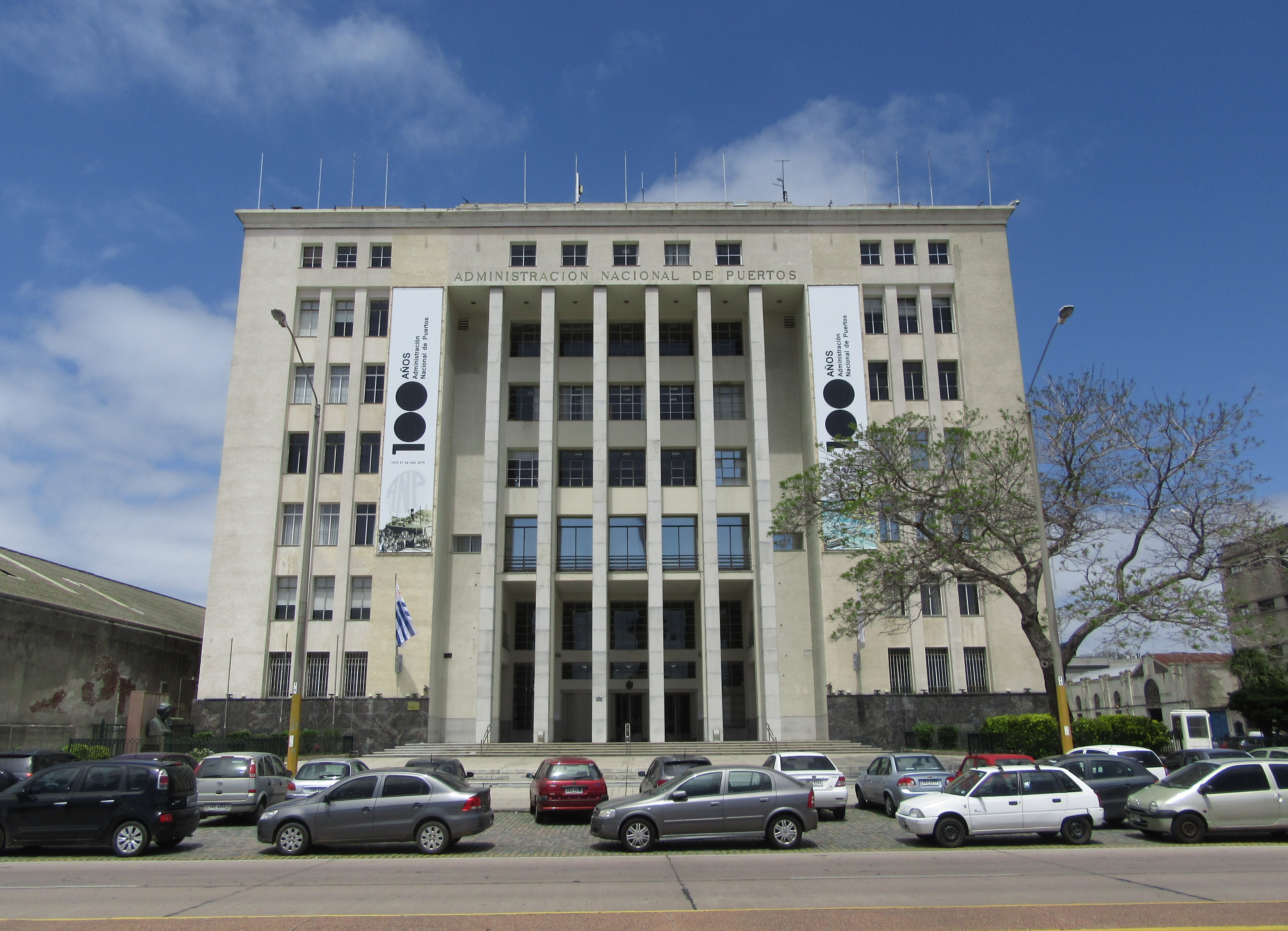
Administración Nacional de Puertos

Die Administración Nacional de Puertos ist ein Bauwerk in der uruguayischen Landeshauptstadt Montevideo.
Das 1940 errichtete Bürogebäude befindet sich in der Ciudad Vieja an der Rambla 25 de Agosto de 1825 160 sowie den Straßen Guaraní 1598 und Piedras 1571. Architekten des Bauwerks waren Beltrán Arbeleche und Miguel A. Canale, die in einem drei Jahre zuvor ausgerichteten Wettbewerb den Zweiten Preis gewonnen hatten. Das 28 Meter hohe, siebenstöckige Bauwerk beherbergt die gleichnamige Nationale Hafenverwaltung Administración Nacional de Puertos (ANP) und verfügt über eine Grundfläche von 6323 m². Das architektonisch der Moderne zuzuordnende Gebäude ist in einem guten Erhaltungszustand.